# Stenomacrus curvulus
Stenomacrus curvulus är en stekelart som först beskrevs av Thomson 1897.  Stenomacrus curvulus ingår i släktet Stenomacrus och familjen brokparasitsteklar. Arten är reproducerande i Sverige. Inga underarter finns listade i Catalogue of Life.